# Acalypha dictyoneura
Acalypha dictyoneura é uma espécie de flor do gênero Acalypha, pertencente à família Euphorbiaceae.